# Planchonella obovata
Planchonella obovata är en tvåhjärtbladig växtart som först beskrevs av Robert Brown, och fick sitt nu gällande namn av Jean Baptiste Louis Pierre. Planchonella obovata ingår i släktet Planchonella och familjen Sapotaceae. Inga underarter finns listade i Catalogue of Life.

## Bildgalleri

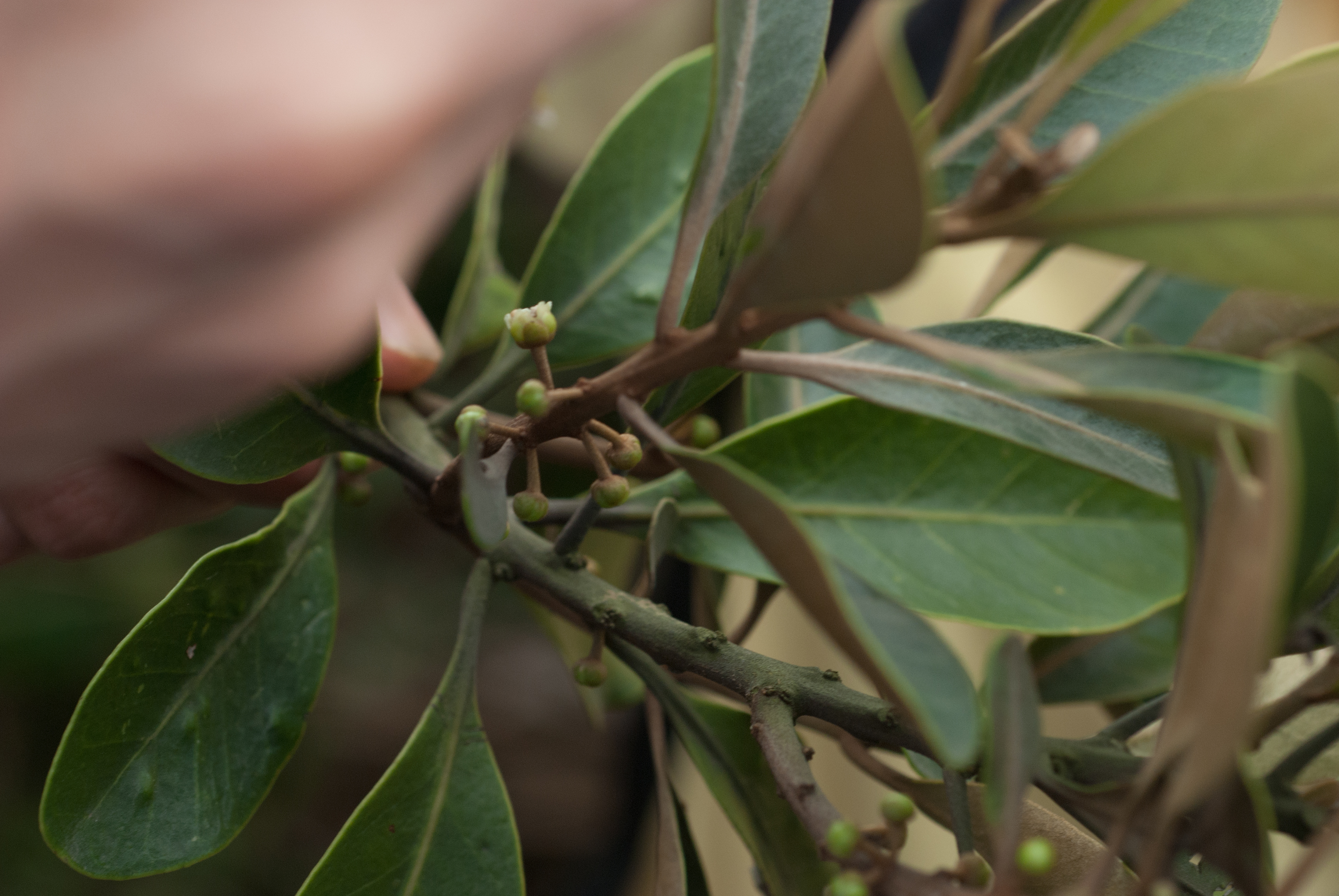
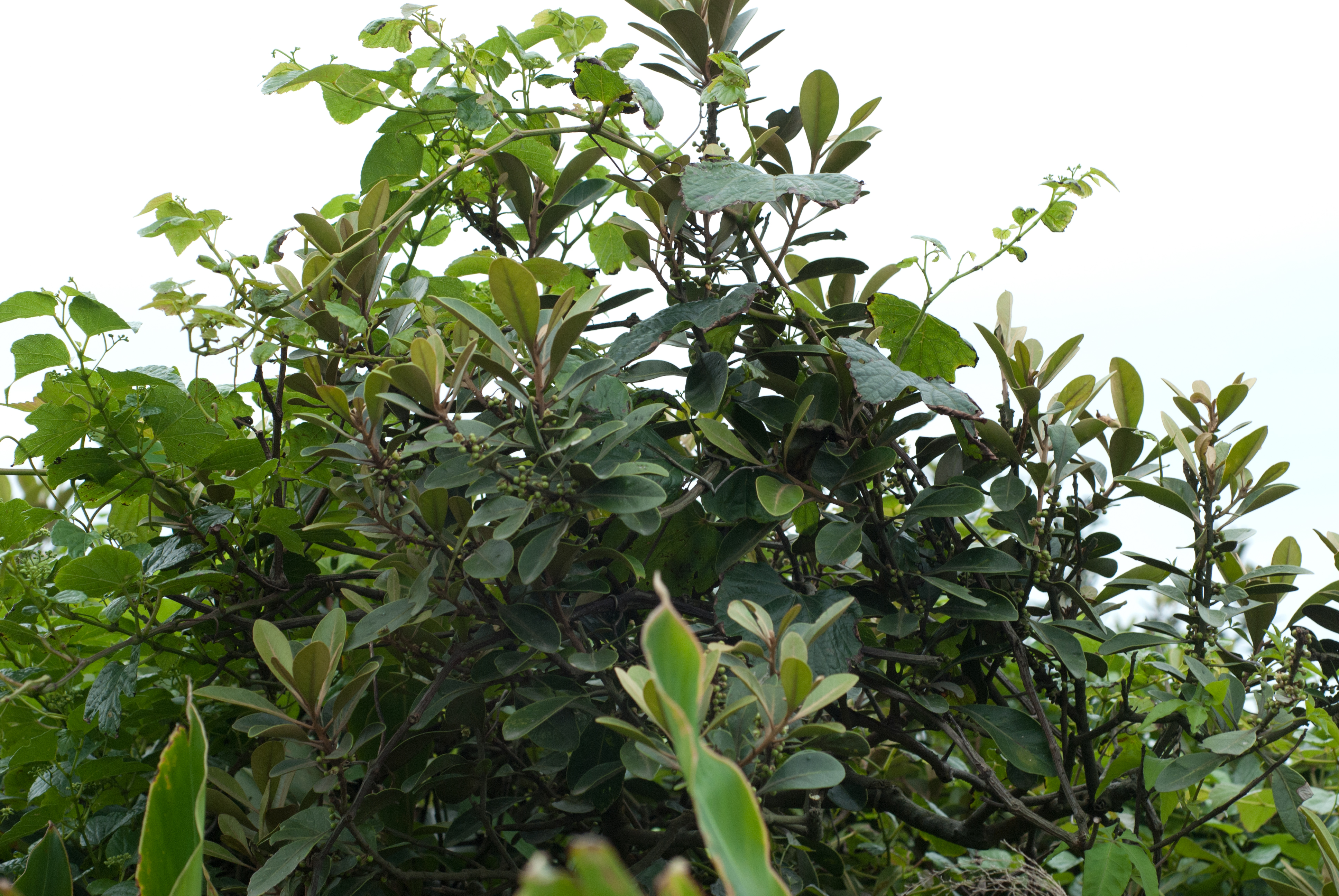
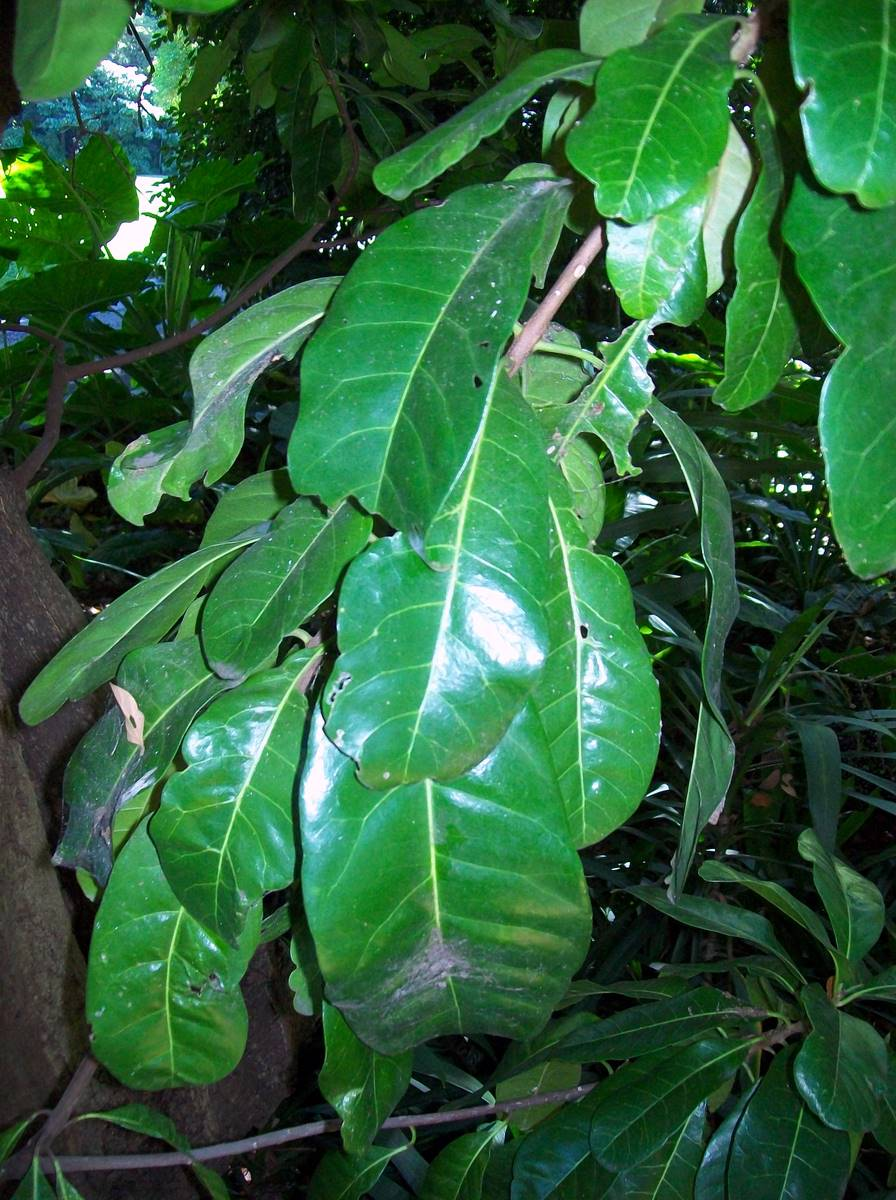